# Lamivudina/nevirapina/stavudina
Lamivudina/nevirapina/stavudina (3TC/NVP/d4T) es un medicamento utilizado para tratar el VIH/SIDA. Es una combinación en dosis fija de lamivudina, nevirapina y estavudina. Se usa solo o junto con otros antirretrovirales. Se administra por vía oral dos veces al día.
La medicación es generalmente bien tolerada. Los efectos secundarios son los de los medicamentos subyacentes. Esto puede incluir erupción, entumecimiento, pancreatitis y niveles altos de lactato en la sangre. No se recomienda su uso en personas con problemas hepáticos significativos. No está claro si el uso durante el embarazo es seguro para el feto y las recomendaciones incluyen comenzar en el segundo trimestre si es posible.
Está en la Lista de medicamentos esenciales de la Organización Mundial de la Salud, los medicamentos más efectivos y seguros que se necesitan en un sistema de salud.  El costo mayorista en el mundo en desarrollo es de aproximadamente 9,56 $ USA por mes.  Desde 2015 no está disponible comercialmente en los Estados Unidos.

## Usos médicos
Es un tratamiento de primera línea, común en el mundo en desarrollo.